# 北京服装学院
北京服装学院，简称北服，是位于中华人民共和国北京市朝阳区的一所全日制普通高等学校。它是中国大陆唯一以服装命名，艺工为主，艺、工、经、管等多学科协调发展，具有鲜明办学特色的全日制普通高等学校。学校始建于1959年，原名北京纺织工学院，1961年更名为北京化学纤维工学院，1987年改扩建为北京服装学院，1998年由纺织工业部划转北京市为主管理。

## 概况
学校秉承“求是创新、学以致用”的办学理念，建立了“艺术教育与工程教育、管理教育相结合，民族服饰文化与现代设计理念相结合，理论教学与实践教学相结合”的现代服装教学体系。现有在校生8000余人，在校职员工700余人，设有服装艺术与工程学院、材料科学与工程学院、艺术设计学院、商学院、信息工程学院、外语系、造型艺术系、基础教学部、思想政治理论课教学部、计算机信息中心，以及研究生部、国际学院、继续教育学院。有28个本科专业，4个双学位专业点， 8个一级学科硕士授权点、1个硕士专业学位授权点，以及“中国传统服饰文化的抢救、传承与设计创新”国家特殊需求博士人才培养项目。有1个北京市重点建设一级学科、3个北京市重点建设二级学科、有5个市级科研机构、全国“十佳”特色博物馆之一的民族服饰博物馆及中关村科学城第四批建设项目——服饰时尚设计产业创新园。

## 历史

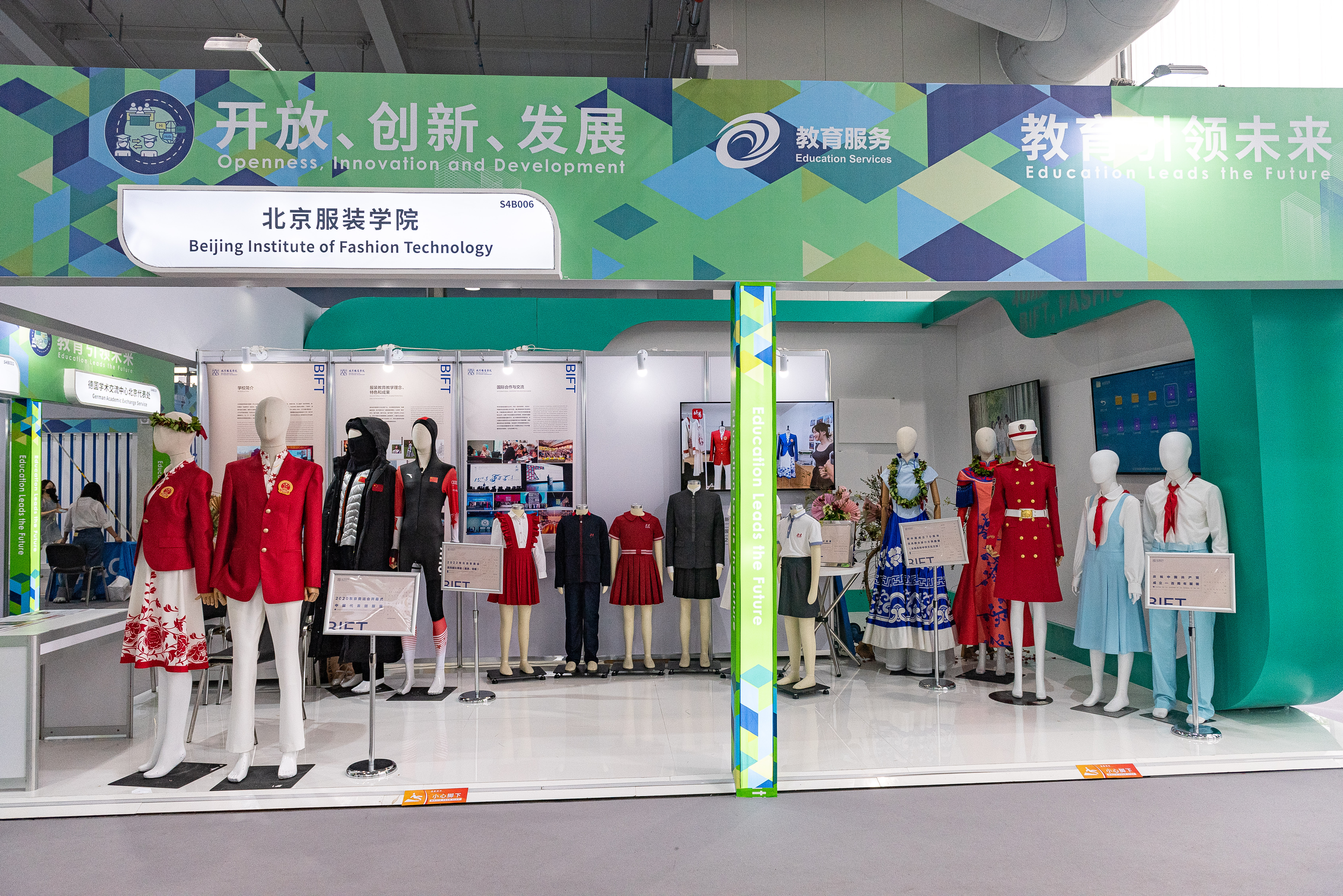
北京服装学院在2021年中國國際服務貿易交易會的展区

- 学校始建于1959年，原称北京纺织工学院，隶属于纺织工业部管理。
- 1964年更名为北京化学纤维工学院
- 1971年并入北京化工学院
- 1984年复校，称为北京化纤工学院
- 1988年更名为北京服装学院
- 1998年由纺织工业部划转北京市为主管理

## 历任院长
- 严瑞 (1959年——1960年书记)
- 郭启明 (1960年——1962年常务副院长)
- 张方佐 (1962年——1964年院长)
- 陈维稷 (1964年——1968年院长)
- 韩恩业 (1980年——1983年副院长 主持工作)
- 韩恩业 (1983年——1984年书记、院长)
- 王叔文 (1984年——1986年院长)
- 周亚夫 (1986年——1992年院长)
- 贾路桥 (1992年——1995年院长)
- 钟国治 (1995年——1997年书记兼院长)
- 王蕴强 (1997年——2001年院长)
- 焦福岩 (2002年——2017年7月院长)
- 刘元风（2007年7月—— 2017年12月校长）

## 知名校友
- 關琦：第53届世界小姐中国赛区冠军、第53届世界小姐季军
- 張予曦：女演員
- 米露：女演员和模特
- 尚九熙：德云社相聲演員
- 邹游：设计师
- 兰玉：设计师
- 孔敬：第66届世界小姐中国赛区冠军[2][3]
- 木子洋：ONER成員，男歌手、演員
- 楊笠：脫口秀女演員，脫口秀大會第三季第四名
- 樊治欣：男演員
- 李柯以：女演員